# Ekumenizam
Ekumenizam (od grč. οἰκουμένη (oikoumene) - nastanjeni svijet) označava nastojanje oko pomirenja, suradnje, zbližavanja i jedinstva kršćanskih crkava. Dok se međureligijski dijalog odnosi na sve religije, ekumenizam je dijaloški napor unutar kršćanskih crkava koji se temelji na ravnopravnosti i zajedničkom zalaganju za mir i opće dobro.
Veliki zalagatelj ekumenizma bio je papa Ivan Pavao II.
Molitvena osmina za jedinstvo kršćana osam je dana ekumenske molitve, koja tradicionalno traje od blagdana Katedre sv. Petra do blagdana Obraćenja sv. Pavla, u siječnju.
| Portal:Kršćanstvo | Portal: Kršćanstvo |

## Također pogledajte
- Kršćanska crkva
- Kršćanske denominacije
- Ekumenska trilogija